# Iwan Petrowitsch Saltykow

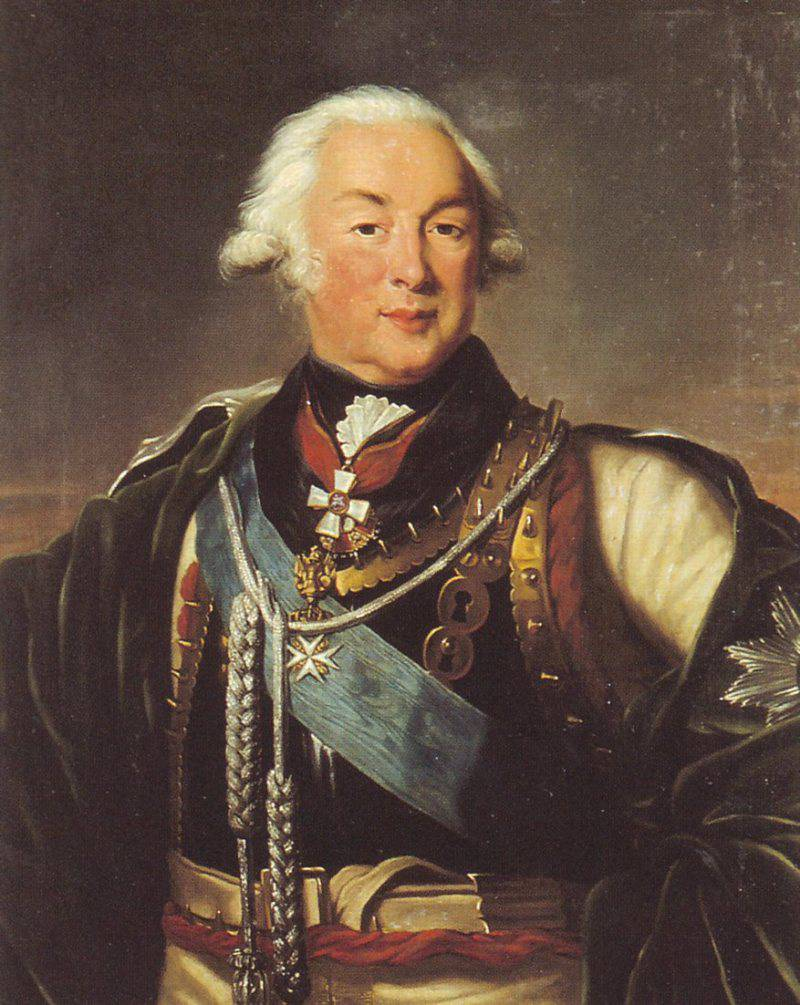
Feldmarschall Iwan Saltykow

Graf Iwan Petrowitsch Saltykow (russisch Иван Петрович Салтыков; * 17. Junijul. / 28. Juni 1730greg.; † 2. Novemberjul. / 14. November 1805greg.) war ein russischer Feldmarschall und Generalgouverneur Moskaus.

## Leben

### Herkunft und Familie
Iwan war ein Sohn des russischen Feldmarschalls Graf Pjotr Semjonowitsch Saltykow (1698–1773) und der Fürstin Praskowja Jurjewna, geborene Trubezkaja (1704–1767). Er vermählte sich mit Gräfin Darya Petrowna Tschernyschowa (1739–1802). Aus der Ehe gingen ein Sohn und drei Töchter hervor, von denen sich Anna (1777–1824) im Jahre 1800 mit dem russischen Staatsmann und Gelehrten Grigori Wladimirowitsch Orlow (1777–1826) vermählte.

### Werdegang
Saltykow diente seit 1745 in der Garde der Kaiserlich Russischen Armee. Er war dann eine Zeit Kammerjunker am Kaiserlichen Hof, avancierte aber 1760 zum Brigadier, 1761 zum Generalmajor und 1766 zum Generalleutnant. Er nahm am Siebenjährigen Krieg teil und kämpfte auch in den beiden Türkenkriegen seiner Zeit, zudem als Oberbefehlshaber im Russisch-Schwedischen Krieg. 1773 wurde er zum General en chef und 1784 zum Generaladjutant sowie Gouverneur von Wladimir und Kostroma ernannt. Er konnte 1788 im 6. Türkenkrieg gemeinsam mit Coburg die Festung Chotyn erobern. 
Er zog sich bei seinen Operationen regelmäßig die Kritik Rumjanzews zu, weswegen er 1795 schließlich resignierte. Paul I. nahm Saltykow jedoch 1796 als General der Kavallerie wieder in Dienst und machte ihn im selben Jahr zum Feldmarschall sowie zum Generalinspektor der Kavallerie. Er beendete seine Tour als Generalgouverneur von Moskau, was er von 1797 bis 1804 war.
Saltykow war Träger des Ordens des Heiligen Andreas des Erstberufenen, Alexander-Newski-Ordens, des Wladimirordens I. Klasse, des St.-Annen-Ordens II. Klasse, des Ordens des Heiligen Johannes von Jerusalem, des St.-Georg-Ordens II. Klasse sowie des Goldenen Schwertes für Tapferkeit.
Er wurde in der Familiengruft in Kogajewo beigesetzt, wo auch sein Vater seine letzte Ruhe fand.